# 孙海潮
孙海潮（？—），中华人民共和国外交官，曾任中华人民共和国驻中非共和国特命全权大使。

## 生平
1977年，毕业于西安外国语学院，进入中华人民共和国外交部工作，先后在外交部西欧司二处（法国处）、驻法国大使馆任职，曾任中央外事工作领导小组办公室参赞、驻法国大使馆公使衔参赞。2011年4月，出任中华人民共和国驻中非大使。2014年11月，自驻中非大使离任。